# Olavius planus
Olavius planus är en ringmaskart som först beskrevs av Erséus 1979.  Olavius planus ingår i släktet Olavius och familjen glattmaskar. Inga underarter finns listade i Catalogue of Life.